# Tsingtao (öl)

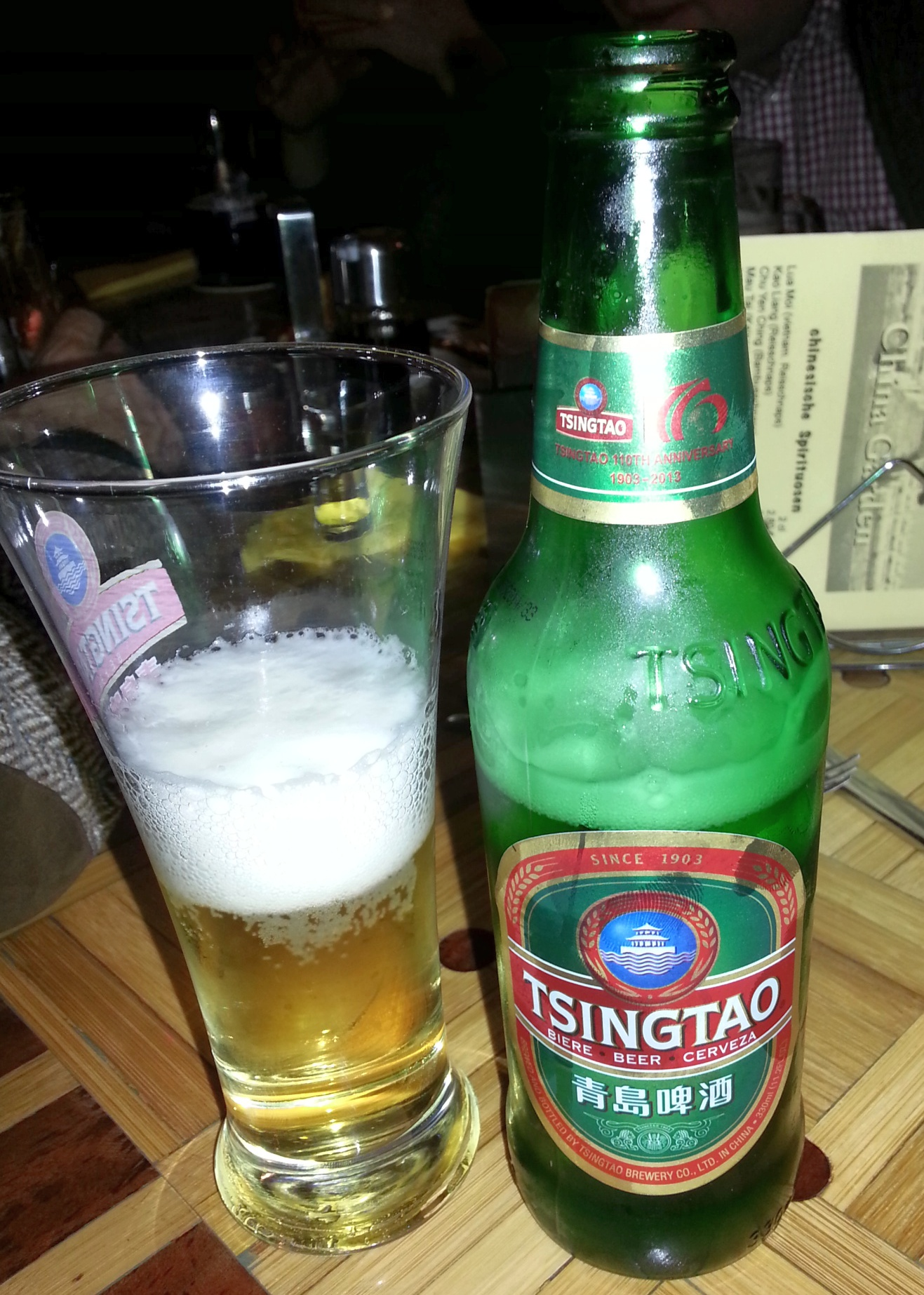
Tsingtao ölflaska

Tsingtao (kinesiska: 青岛啤酒; pinyin: Qīngdǎo píjiǔ) är ett kinesiskt öl, som ursprungligen bryggdes i staden Qingdao i Kina. Ölet har namn efter staden men skrivs efter ett äldre system för återgivning av kinesiska ortnamn, så kallad kinesisk postromanisering. Den inledande ljudkombinationen, som skrivs q i pinyin, har standardkineiskt uttal som "ttj" i det svenska ordet "attjo".

## Tillverkningens storlek
Tsingtao var år 2016 det näst mest sålda ölmärket i Kina och i världen. År 2016 var dess andel av världsmarknaden 2,8 procent. Tsingtao-ölet exporteras till mer än 100 länder. I Kina har Tsingtao bryggerier på cirka 60 platser.

## Historia
Tsingtaobryggeriet grundades 1903 av tyska intressenter i den dåvarande tyska kolonin Kiautschou som Germania.
Under andra världskriget upprätthöll japanerna driften av företaget.
År 1949 förstatligades bryggeriet, och omkring 1990 blev det åter privatiserat. 15 juli 1993 gick företaget in på Hongkongbörsen.
1972 introducerades Tsingtao på den amerikanska marknaden och är sedan dess det mest sålda kinesiska ölet i USA.  Av den kinesiska ölexporten har Tsingtao en andel  på cirka 50 %. 2016 bryggde företaget runt 79,2 miljoner hektoliter öl i 62 egna bryggerier. Två andra bryggerier drivs som samriskföretag.

## Aktieägarstruktur
2017 hade Asahi-bryggeriet en aktieandel på 19,9 %. Denna andel sålde Asahi i december 2017 till den kinesiska Fosun Group.